# ヴィレム・ファン・マーレン
ヴィレム・ヘラルト・ファン・マーレン（Wilhelm Gerardus van Maaren、1895年8月10日 - 1971年11月28日）は、アンネ・フランクとその家族が隠れていたプリンセンフラハト通り263番地のオペクタ商会の倉庫係をしていたオランダ人男性。戦後、隠れ家の密告者ではないかと疑われた。

## 経歴

### オペクタ入社前
1925年から1930年にかけては自営でタバコ屋を経営していたが、1930年に店を売却している。
その後、生活に困窮して民間の福祉事業団体「能力別の福祉」から補助金を受けながら、同団体の倉庫係として働くようになった。しかし彼はこの頃から倉庫の物を盗む不正直な人間と評判だったという。1940年にオランダがドイツ軍に占領され、オランダ国内のすべての福祉団体はナチス主導の福祉団体「冬季オランダ救援事業」に統合されたが、ファン・マーレンは主義に反するとしてナチス福祉団体からの補助金の受け取りは拒否している。
そのため生活に困窮して自営で洗濯物宅配サービス業を開始したが、2年ほどで事業に失敗し、1943年初めに破産した。ファン・マーレンには妻と子供がいたが、経済的困窮で家庭は殺伐としており、特に彼の妻は彼に辛く当ったという。

### オペクタ商会の倉庫係
アンネ・フランクたちの隠れ家があるアムステルダム・プリンセンフラハト通り263番地にあるオペクタ商会の倉庫係ヨハン・フォスキュイル（隠れ家支援メンバーの一人ベップ・フォスキュイルの父）が癌を患って病欠するようになったため、1943年春に代わって倉庫係として雇われた。社員で隠れ家支援メンバーの一人であるミープ・ヒースによればファン・マーレンは「有能な倉庫係」であったという。
しかしやがて彼は隠れ家支援メンバー4人から懸念される人物となった。倉庫からの盗みが頻発したほか、彼が詮索好きなためだった。とりわけ夕方に帰宅する際に彼がささやかな罠（もし誰かが入って来てうっかり触れれば落ちるような場所に物を置くなど）を仕掛けていくことが彼への疑念を強めた。隠れ家支援メンバーには彼がユダヤ人が匿われていることを知っていてそれを確かめようとしているように見えた。
オットー・フランクが隠れている間、代わりに社長を務めていたヴィクトール・クーフレルは、ファン・マーレンについて次のように証言している。「我々は隠れ家が発見されるのを防ぐため、主屋の裏手のいくつかの窓ガラスを暗幕代わりと言う口実で青く塗りつぶしました。あるときファン・マーレンがその青ペンキの一部を爪ではがしている現場を見つけたのです。彼は『こりゃ驚いた。あそこにはまだ一度も行ったことがないぞ』と言いました。また別の時ですが、私に向かって『以前この会社にフランクさんとかいう人が働いてませんでした？』と聞いてきたこともあります。たぶん隣の会社でそんなことを聞きこんだのではないかと思います」と証言をしている。
1944年8月4日、ユダヤ人潜伏の密告電話を受けて出動したSD将校カール・ヨーゼフ・ジルバーバウアー親衛隊曹長率いる私服警官隊がプリンセンフラハト通り263番地に捜査に入り、アンネ・フランクら隠れ家のユダヤ人たちを全員逮捕した。また隠れ家支援メンバーのクーフレルとクレイマンも逮捕された。しかし女性従業員のミープとベップ、倉庫従業員のファン・マーレンは逮捕を免れた。ミープによればこの際にミープはジルバーバウアーの指示でファン・マーレンに会社の入口の鍵を渡したという。またファン・マーレンは自慢げにミープに「俺はSDと親しい関係にあるから、あんたは逮捕されることはないよ」と述べていたという。
それから2か月ほどファン・マーレンが会社の管理人然として会社を運営したというが、2カ月後にクレイマンが戻ってくると経営権はクレイマンに握られ、ファン・マーレンは元の倉庫係の地位に戻されたという。クレイマンの証言によるとクレイマンが「ユダヤ人が隠れていることを知っていたか」とファン・マーレンに尋ねた際に彼は「自分はただ怪しいと思っていただけだが、隣の事務所のスタッフの一人がそういう意味の話をしていたことがある」と答えたという。
倉庫の盗みが続いたため、オランダがドイツ軍から解放された直後ぐらいの頃にクレイマンはファン・マーレンを解雇している。

### 戦後直後の捜査
対独協力者の捜査・逮捕を担当していたアムステルダム警察政治犯罪捜査部(PRA)は、1948年1月に隠れ家摘発の件でクレイマン、クーフレル、ミープの事情聴取を行った。三人ともファン・マーレンが隠れ家密告者ではないかという疑念を表明した。その理由としてあげられたのは彼が詮索好きな事、罠を仕掛けて誰かいるのか調べようとしていたこと、オットー・フランクの事を質問すること、SDと親しい関係にあるらしいこと、SDから鍵を預けられたこと、盗みを働いていることなどだった。
ファン・マーレン当人は同年3月に事情聴取を受けた。彼は密告について否定するとともに、疑念に対して次のように反駁した。「1943年から1944年にかけてパン屋や牛乳屋、八百屋などがしょっちゅう大量の食糧を届けてくることから社屋の中でなにか奇妙なことが進行しているという疑いは持っていましたが、ユダヤ人が匿われているという可能性には一度も思いいたりませんでした」「私がそんなこと（罠の設置）をしたのはあまりにも頻繁に物が盗まれるうえ、皆が私に疑いの目を向けていたからです。終業後に誰かが忍び込んでいる、そういう証拠を見せられれば私への疑いは晴れますから」「（アンネたちの逮捕の前に）私がケフ商会(隣の会社)の社員と、うちの社屋に匿われているユダヤ人のことを話題にしたという話は嘘です。あのユダヤ人たちが連行された後にはそういう話もしましたが」「手入れの後でヒース夫人から鍵をもらいましたが、それがSDの命令でなされたとは知りませんでした」「私がヒース夫人にSDと親しい間柄だからあんたは逮捕される心配をする必要はないなどと言ったというのは、全く事実に反します。それどころか私は友人の間では筋金入りの反ドイツ主義者として知られていたのです。」。
結局ファン・マーレンの主張を突き崩すほどの具体的証拠はなく、1948年11月、アムステルダムの特別裁判所はファン・マーレンを条件付き免責とした。条件とは3年間「戦争犯罪人監視局」の保護観察に付すというものだった（またその間は公職に就くことを禁じられ、また選挙権・被選挙権を停止される）。これは戦争犯罪人への扱いとしては最も軽微な物で、当時何万もの「対独協力者」とされた人々がこの処分を受けていた。
しかしファン・マーレンはこれに憤慨し、ただちに「告発された罪状は身に覚えがない」として不服申し立てを行った。そして5日後に治安判事は密告の事実は立証されなかったことを認め、ファン・マーレンを無条件免責とした。彼の疑いは公式にはこれで晴れたはずだった。

### 疑惑の再捜査
ところがその後、『アンネの日記』が爆発的に世界に広がったため、密告者が誰なのか世界中から関心を寄せられた。また1963年にはサイモン・ヴィーゼンタールの調査によりジルバーバウアーが「アンネを逮捕した者」として突き止められた。これを機にアムステルダムの国家犯罪調査部は密告の容疑者の捜査に本格的に乗り出した。世界の目もあり、この時の捜査は1948年の時以上に厳しく徹底した物となった。
警察はまずJ.J.ド・コックという1943年中に2、3か月だけファン・マーレンの下で働いていた男の居場所を探し出し、事情聴取を行った。ド・コックは自分とファン・マーレンは結託して倉庫から盗みを働いていたと証言した。ただしド・コックは「ファン・マーレンに関する限り、国家社会主義に関心があるどころか、占領軍に取り入ろうとする形跡さえ見られませんでした」と証言している。隠れ家メンバーも再び事情聴取を受けたが、彼らから新たな情報は得られなかった。
ファン・マーレン自身は1964年11月に警察から事情聴取を受けた。その中で彼は倉庫から盗みを働いた事実は認めた。また食料を運びこんだり、倉庫に見慣れない足跡があることについてクーフレルを問いただした時、彼のはぐらかすような態度から疑念を抱いていたことも事実と認めた。クーフレルの証言にある青いペンキを剥ぎ取って云々という話は否認したが、主屋の後ろに家があることは雨漏りの修理で屋根に登った時に気付いたことを認めた。しかしそこにユダヤ人が匿われているのを知っていたことについては否認し、したがって密告したのは自分ではないと主張した。また事務所の鍵はミープから渡された物でジルバーバウアーから管理者に任じられたという話は否認した。また自分はレジスタンス組織のリーダーと友人関係にあったことを証言した。
レジスタンス組織のリーダーと親しかった件は当のレジスタンス組織のメンバーから証言が取れた。そのレジスタンスたちはファン・マーレンが金に意地汚い男だったことは認めたが、彼がアンネの事をドイツ軍に密告をするなど到底考えられないと証言した。一方、別の人間から彼がドイツ国防軍に購買代理人として雇われていたという証言も出てきた（ファン・マーレンはこれを否認している）。
いずれにしてもファン・マーレンの主張を突き崩すほどの具体的な証拠は見つからず、1964年11月4日に捜査は再び打ち切られた。ファン・マーレンはその後1971年にアムステルダムの自宅で死去した。76歳だった。